# Hachirogata

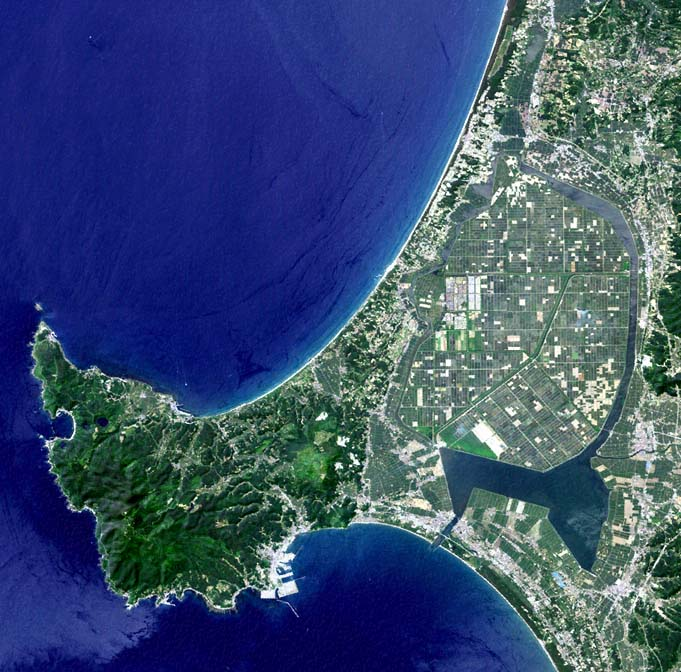
Luchtfoto, waarop de droogmakerij duidelijk te zien is aan het verkavelingspatroon

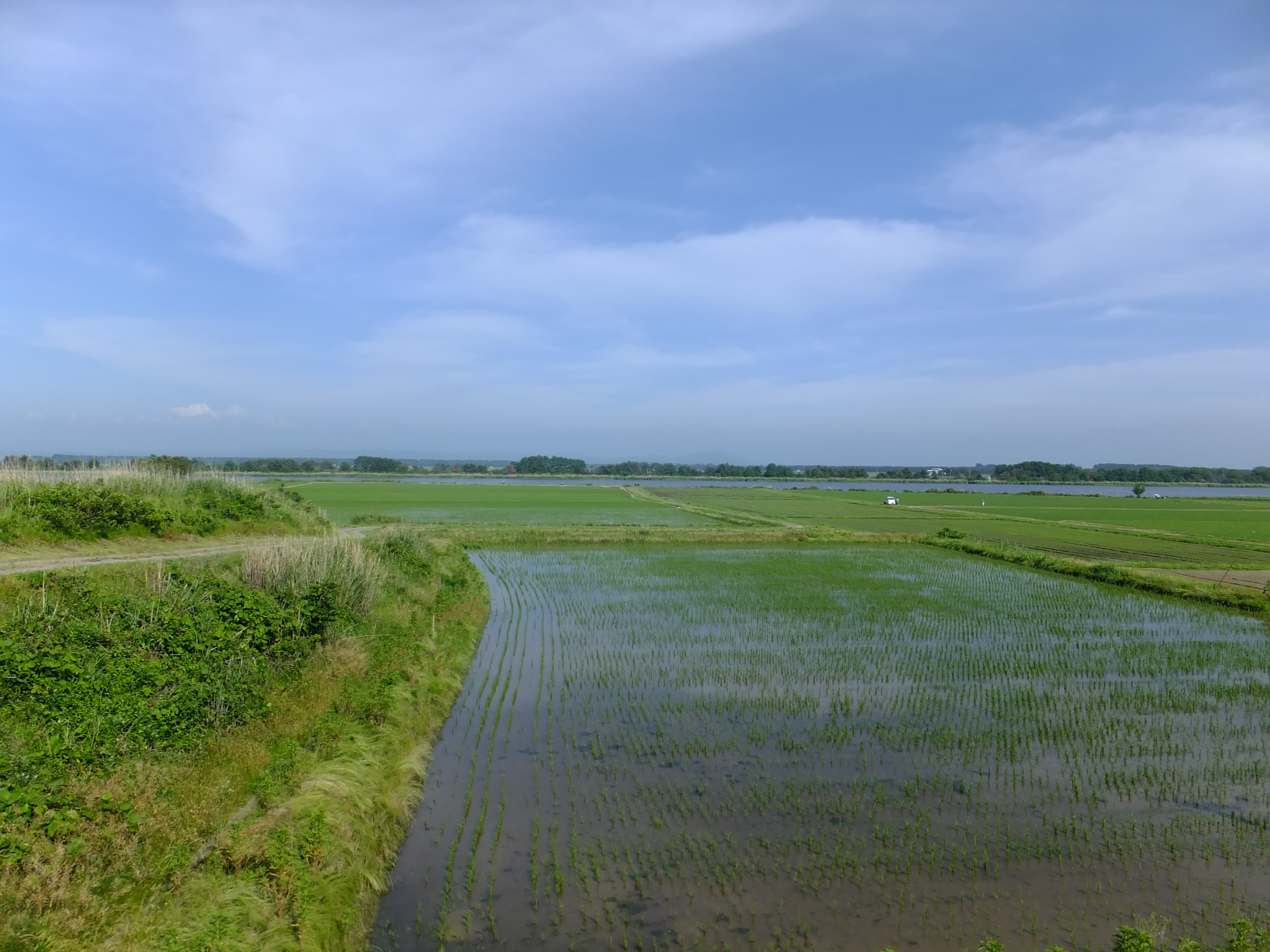
Zicht op de polder en het dorp

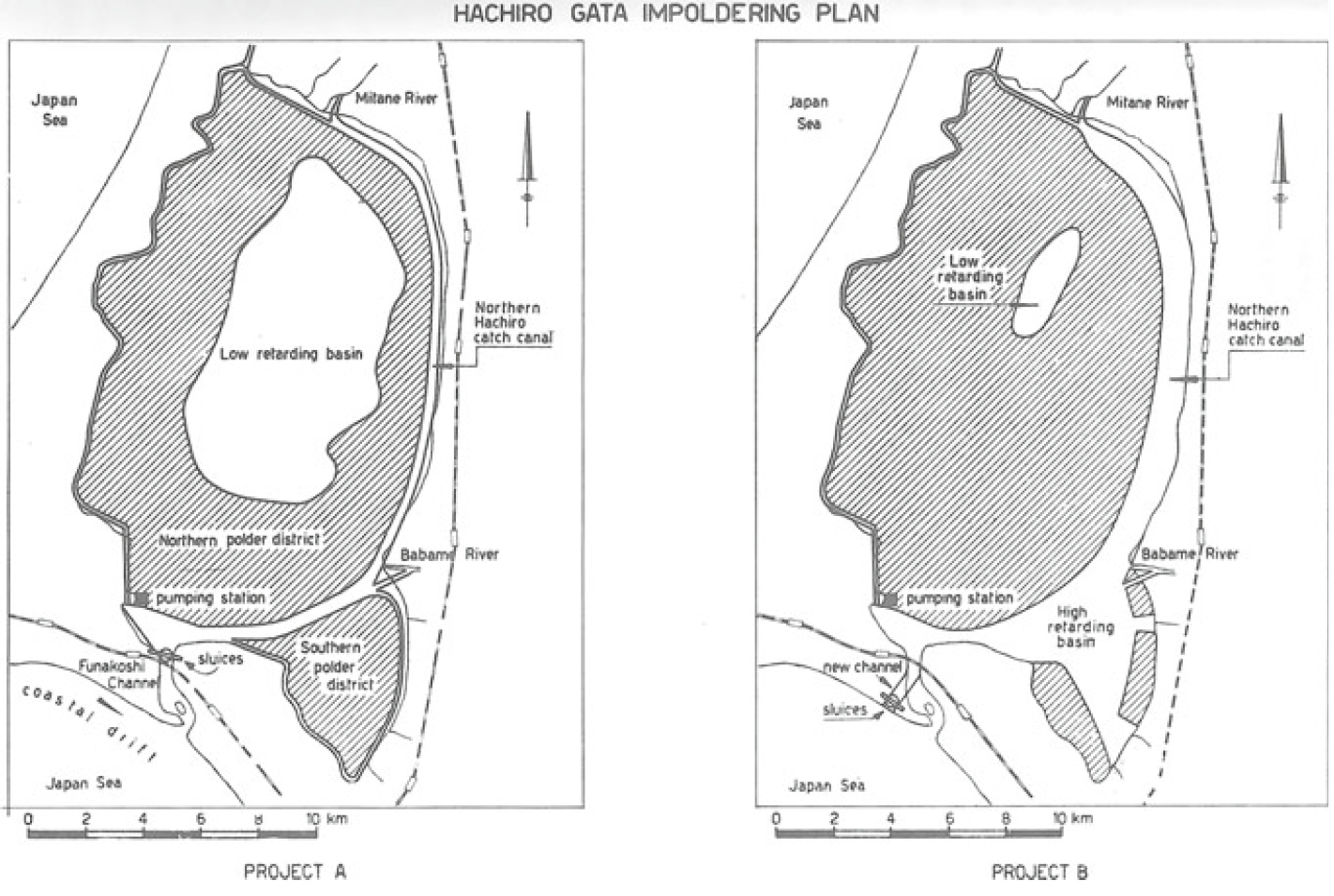
Het plan van prof. Jansen, 1954

Hachirogata (Japans: 八郎潟) is een polder (droogmakerij) in de prefectuur Akita in het noorden van Japan. Het diepste punt van de polder ligt op 4,0 meter onder zeeniveau, waarmee dit het laagste punt van Japan is.
Op deze plaats, zo'n  ongeveer 20 km ten noorden van Akita, lag vroeger het Hachiromeer. Het was de op één na grootste brakwatermeer van Japan, met een oppervlakte van ongeveer 220 km². De maximale diepte was 4,5 meter en de bodem was vrij vlak en bedekt met modder, waardoor landaanwinning gemakkelijk toegankelijk was door drainage en opvulling. In 1954 werden twee Nederlandse deskundigen (o.a. prof Jansen) uitgenodigd om de drooglegging te bestuderen en na andere adviezen viel in 1957 het besluit het project uit te voeren. Een jaar later begonnen de werkzaamheden.
Het meer is in 1964 drooggelegd en is met een oppervlakte van 172,03 km² qua grootte vergelijkbaar met de Haarlemmermeer. In 1968 arriveerden de eerste boeren in het nieuwe dorp Ogata-mura. Dit is de enige Japanse plaats die onder de zeespiegel ligt. Het overgebleven deel van het meer heeft een oppervlakte van 48,3 km². 